# Manganite
Manganite é um mineral constituído por óxido-hidróxido de manganés, MnO(OH), que cristaliza no sistema monoclínico (pseudo-ortorrombico).. Os cristais de manganite são prismáticos e bastante estriados paralelamente ao seu comprimento; estão frequentemente agrupados em feixes. A sua cor é cinzento metálico escuro a ferro-preto, e o brilho brilhante e submetálico. O risco é castanho avermelhado escuro. A dureza é de 4, e a densidade é de 4.3. Há uma clivagem perfeita paralela ao brachypinacoid, e uma clivagem menos perfeita paralela às faces do prisma. Maclas são frequentes.
O mineral contém 89.7% trióxido de manganés; dissolve-se em ácido clorídrico com evolução de cloro.

## Ocorrência

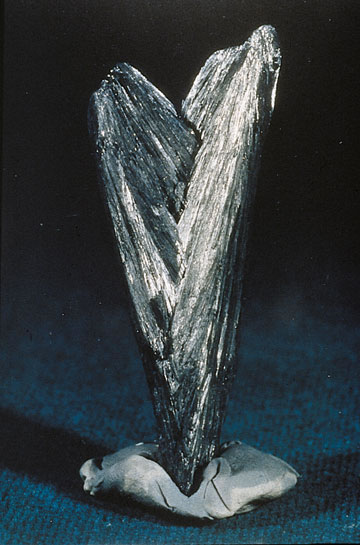
Manganita

Manganite ocorre com outros óxidos de manganés em depósitos formados por circulação de água meteórica em ambiente de meteorização em depósitos de argila e laterites. Forma-se devido a acção hidrotermal de baixa temperatura em veios, associada a calcite, barite e siderite. frequentemente associada a pirolusite, braunite, hausmanite e goethite.
Manganite ocorre em espécimes que exibem boas formas cristalinas em Ilfeld nas montanhas de Harz da Alemanha, onde o mineral ocorre com calcite e barite em veios porfíricos atravessados.  Também foram encontrados cristais em Ilmenau na Thuringia, Neukirch perto de Sélestat em Alsácia, Granam perto de Towie em Aberdeenshire, e em Upton Pyne perto de Exeter, Reino Unido e Negaunee, Michigan, Estados Unidos, e em Pilbarra da Australia Ocidental. Bons cristais foram também encontrados em Atikokan, Ontário e Nova Escócia, Canadá. Como um minério de manganés, é muito menos abundante que pirolusita ou criptomelana. 
Embora tenha sido descrito com vários nomes desde tão cedo como 1772, o nome manganite foi primeiramente aplicado numa publicação de W. Haidinger em 1827.

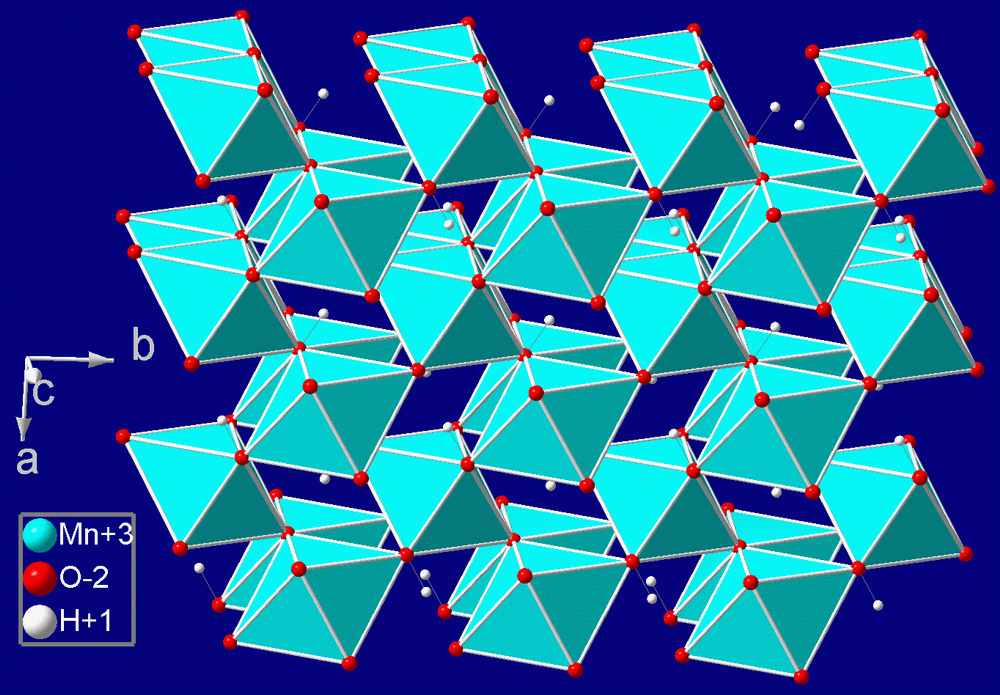
Estrutura cristalina da manganite